# Les premières années
Les premières années è il diciannovesimo album e la sesta raccolta in lingua francese della cantante canadese Céline Dion, distribuita in Francia dalla Sony il 10 gennaio 1994. Presenta diciotto canzoni registrate tra il 1982 e il 1988, tra cui Ne partez pas sans moi, canzoni vincitrice dell'Eurovision Song Contest nel 1988. In Francia, l'album è stato certificato disco d'oro. È stato anche pubblicato in Belgio dove ha raggiunto la posizione numero dodici della classifica in Vallonia.

## Antefatti e contenuti
Dopo il successo di Un garçon pas comme les autres (Ziggy), che raggiunse la seconda posizione nella classifica dei singoli in Francia nel 1993, la Sony pubblicò Les Premières Années il 10 gennaio 1994, una raccolta delle prime registrazioni della Dion degli anni '80. L'album contiene anche dei singoli mai inseriti in un CD, come En Amour e Comment t'aimer, originariamente pubblicati solo sul lato B di altri singoli. Dopo il successo commerciale in altri paesi di The Color of My Love (1993), l'album è stato distribuito in alcune parti del mondo con copertine diverse e sotto altrettante etichette diverse. Fu ristampato nell'ottobre del 1995, quando la "Dion-mania" toccò la Francia, anche dopo il successo di Falling into You (1996).

## Recensioni da parte della critica e successo commerciale
AllMusic diede all'album due stelle e mezzo su cinque. Grazie al successo di D'eux, Les premières années vendettero 180 000 copie in Francia, ottenendo la certificazione di disco d'oro nel novembre 1995. Dopo essere stato pubblicato anche in Belgio, entrò nella Wallonia Albums Chart nel giugno 1995 e raggiunse la dodicesima posizione nel novembre dello stesso anno. Ha venduto più di 300,000 copie nel mondo.

## Tracce

### Les premières années
1. D'amour ou d'amitié – 4:00 (Eddy Marnay, Jean Pierre Lang, Roland Vincent)
2. Visa pour les beaux jours – 3:25 (Marnay, Christian Loigerot, Thierry Geoffroy)
3. En amour – 3:20 (Marnay, Loigerot, Geoffroy)
4. Les oiseaux du bonheur – 3:39 (Marnay, André Popp)
5. Tellement j'ai d'amour pour toi – 2:57 (Marnay, Hubert Giraud)
6. La religieuse – 3:27 (Didier Barbelivien)
7. C'est pour toi – 4:01 (Marnay, François Orenn)
8. Ne partez pas sans moi – 3:07 (Nella Martinetti, Atilla Şereftuğ)
9. Mon ami m'a quittée – 2:59 (Marnay, Loigerot, Geoffroy)
10. Avec toi – 3:27 (Marnay, Loigerot, Geoffroy)
11. Mon rêve de toujours – 4:18 (Marnay, Jean-Pierre Goussaud)
12. Du soleil au cœur – 2:42 (Marnay, Jean Claude Massoulier, Popp)
13. À quatre pas d'ici – 3:54 (Marnay, Peter Sinfield, Andy Hill)
14. Un amour pour moi – 3:18 (Marnay, Loigerot, Geoffroy)
15. Billy – 3:05 (Marnay, Patrick Lemaitre)
16. Comment t'aimer – 4:00 (Marnay, Romano Musumarra)
17. Je ne veux pas – 4:06 (Marnay, Musumarra)
18. C'est pour vivre – 4:10 (Marnay, Popp)